# Gorzykowate
Gorzykowate, gorzyki (Pipridae) – rodzina ptaków z rzędu wróblowych (Passeriformes). Obejmuje ponad 50 gatunków zamieszkujących lasy Ameryki Południowej, Centralnej oraz Trynidadu i Tobago.

## Cechy charakterystyczne
Ptaki te charakteryzują się następującymi cechami:
- długość ciała 7–15,5 cm[4];
- nieduże ptaki o zazwyczaj krótkim ogonie i krótkim, szerokim dziobie;
- występuje dymorfizm płciowy – samce są zazwyczaj kolorowo i kontrastowo ubarwione: w ich upierzeniu występują kolory czerwony, czarny, żółty, zielony, oliwkowozielony, biały lub niebieski, choć samce dwóch gatunków są całkowicie czarne; samice przeważnie oliwkowozielone z domieszkami innych, stonowanych kolorów[4];
- skomplikowane zachowania godowe[4];
- samica składa zwykle 2 jaja i sama je wysiaduje[4];
- pisklętami opiekuje się tylko samica[4].

## Podział systematyczny
Do rodziny zaliczane są następujące podrodziny:
- Neopelminae Tello, Moyle, Marchese & Cracraft, 2009 – skoczki
- Piprinae Rafinesque, 1815 – gorzyki